# ぷよぷよスロット
『ぷよぷよスロット』は、バンプレストが1994年にリリースしたメダルゲーム。
ゲームを始めるには、まずメダルまたは10円玉を入れるが、3枚まで入れることができる。1枚または2枚入れた状態でスタートボタンを押すか、3枚入れると画面にぷよが出現し、スロットが回転する。なお100円玉を入れるとメダルが11枚出てくる。
画面は縦6横5の大きさがあり、このうち左右両端の2列は最初から固定されており、残りの中央3列が1列ずつ縦回転する。3つあるストップボタンのそれぞれを押すとその列が固定される。このようにして全ての列が固定された後、4つ以上くっついているぷよがあればそれが消滅する。
メダルの配当は、ぷよを消した数と連鎖の数に応じて決まり、(A：ぷよを消した数による枚数)＋(B：連鎖数による枚数)となっている。
- Aについては基本的には「ぷよを消した数-3」であるが、複数組のぷよが消えた時にはそれぞれの組について算出されるため、例えば4個と4個の同時消しであれば2枚になるし、4個と5個と6個の同時消しは6枚になる。
- Bについては、1連鎖の場合は0枚、2連鎖以上の場合はその連鎖数がそのまま枚数となる(2連鎖は2枚、3連鎖は3枚など)。ちなみに本ゲームでは理論上7連鎖まで可能である。

本ゲームでは、ぷよが消える時の処理が特徴的である。2連鎖以上すると、ぷよが消える度に画面右下のアルルの右手から魔法弾が放たれ、右手を振り下ろすという魔導物語と同じ動きをする。更に、連鎖でぷよが消える度に、下の表のように、アルルの右手から放たれる魔法弾の色と、ぷよが消えるアニメーションが変化する。
|             | 連鎖ボイス     | 魔法弾の色 | ぷよの消え方（アニメーション） |
| ----------- | -------------- | ---------- | ------------------------------ |
| 1連鎖目     | -              | -          | 弾けて小さくなって消える       |
| 2連鎖目     | ファイヤー     | 黄と橙     | 燃えて消える                   |
| 3連鎖目     | アイスストーム | 青         | 凍って消える                   |
| 4連鎖目     | ダイヤキュート | 緑         | 真っ二つに割れて消える         |
| 5連鎖目以降 | ばよえ〜ん     | 紫         | 回って消える                   |

BGMや効果音は『す〜ぱ〜ぷよぷよ』から流用されているが、前者については原曲より短くループする。